# Leichtathletik-Europameisterschaften 1934/Hammerwurf der Männer

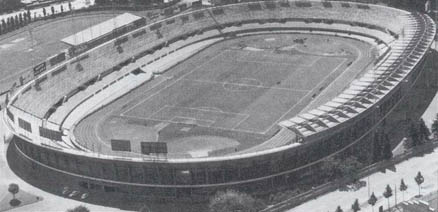
Turiner Olympiastadion – damalige Bezeichnung
Stadio Benito Mussolini

Der Hammerwurf der Männer bei den Leichtathletik-Europameisterschaften 1934 wurde am 8. September 1934 im Turiner Stadio Benito Mussolini ausgetragen.
Europameister wurde der Finne Ville Pörhölä. Der Italiener Fernando Vandelli kam auf den zweiten Platz. Bronze ging an den Schweden Gunnar Jansson.

## Rekorde

### Bestehende Rekorde
| Weltrekord           | 57,77 m                                             | Pat Ryan                                            | New York, USA                                       | 17. August 1913                                     |
| Europarekord         | 56,67 m                                             | Pat O’Callaghan                                     | Wexford, Irland                                     | 29. September 1933                                  |
| Meisterschaftsrekord | Einen Europameisterschaftsrekord gab es noch nicht. | Einen Europameisterschaftsrekord gab es noch nicht. | Einen Europameisterschaftsrekord gab es noch nicht. | Einen Europameisterschaftsrekord gab es noch nicht. |

### Erster Europameisterschaftsrekord
Im Wettbewerb am 8. September gab es den folgenden ersten Europameisterschaftsrekord:
- 50,34 m – Ville Pörhölä (Finnland)

## Durchführung
In den Quellenangaben (europäischer Leichtathletikverband EAA sowie bei todor66) findet sich jeweils nur eine Ergebnisliste mit dem Finalresultat für alle elf Teilnehmer. Eine Qualifikation wird nicht aufgeführt. Demnach sind alle elf Wettkämpfer gemeinsam in einer Gruppe zum Finale angetreten. Wie viele Versuche den Athleten zur Verfügung standen und ob es nach der dritten Runde, wie damals zum Beispiel bei Olympischen Spielen üblich, mit den besten sechs Werfern in ein Finale mit drei weiteren Durchgängen ging, wird nicht klar.
Bei den Olympischen Spielen in dieser Zeit war es in den Sprung- und Wurfdisziplinen übliche Praxis, zunächst am Morgen des Wettkampftages eine Qualifikationsrunde durchzuführen, wenn die Zahl der Teilnehmer nicht zu gering war. Diese Vorausscheidung wurde in zwei Gruppen ausgetragen. Das Finale fand dann mit den dafür qualifizierten Sportlern in aller Regel am Nachmittag desselben Tages statt.

## Finale

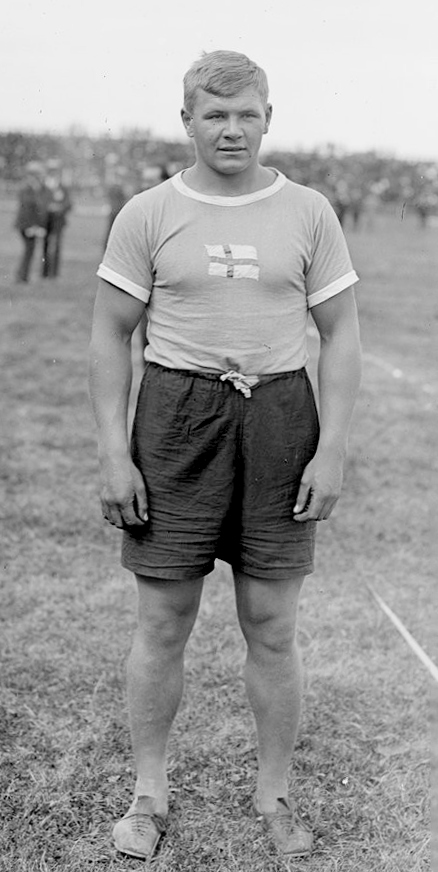
Europameister Ville Pörhölä – auch als Kugelstoßer in der Vergangenheit sehr erfolgreich
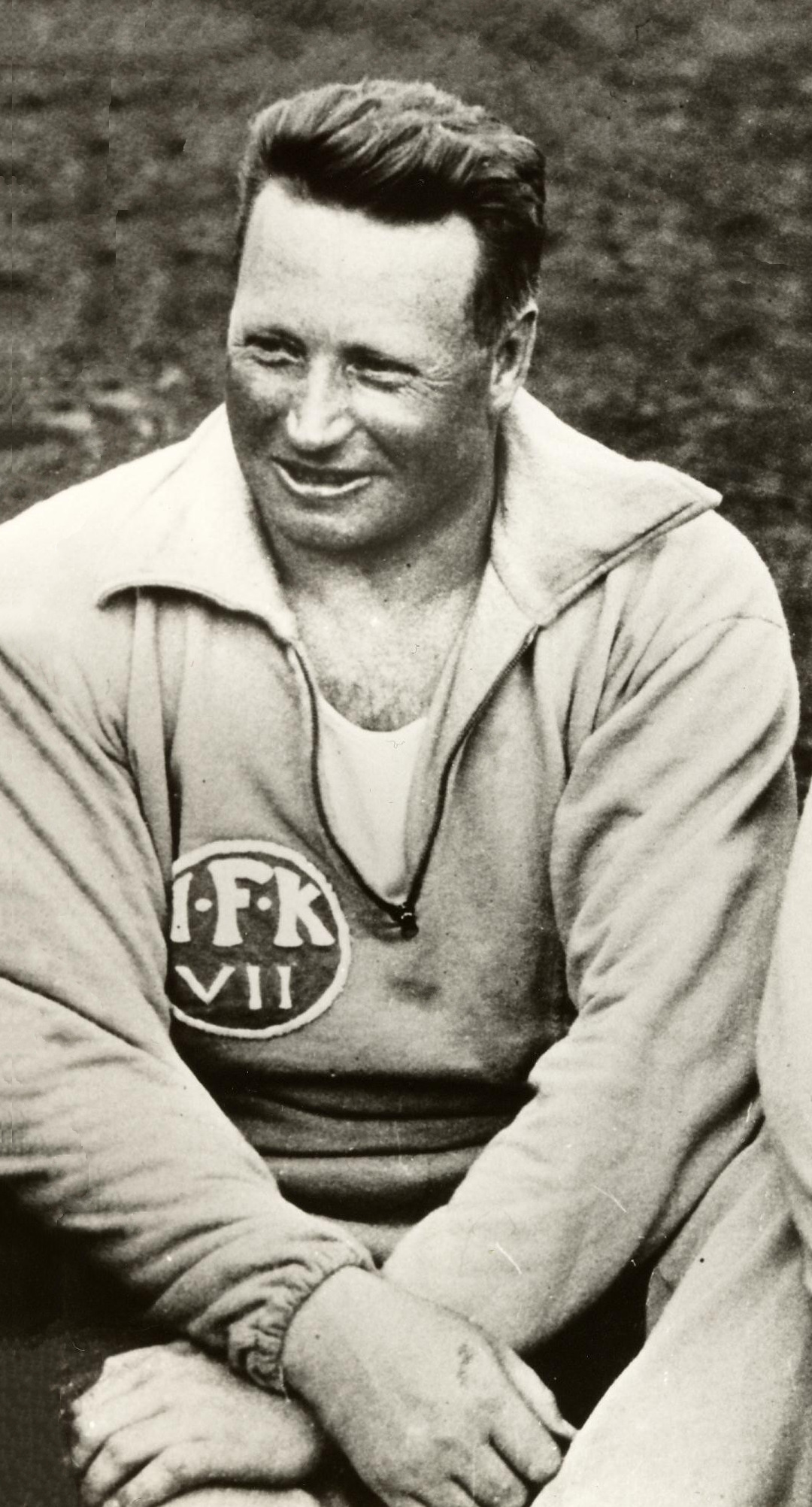
Bronzemedaillengewinner Gunnar Jansson
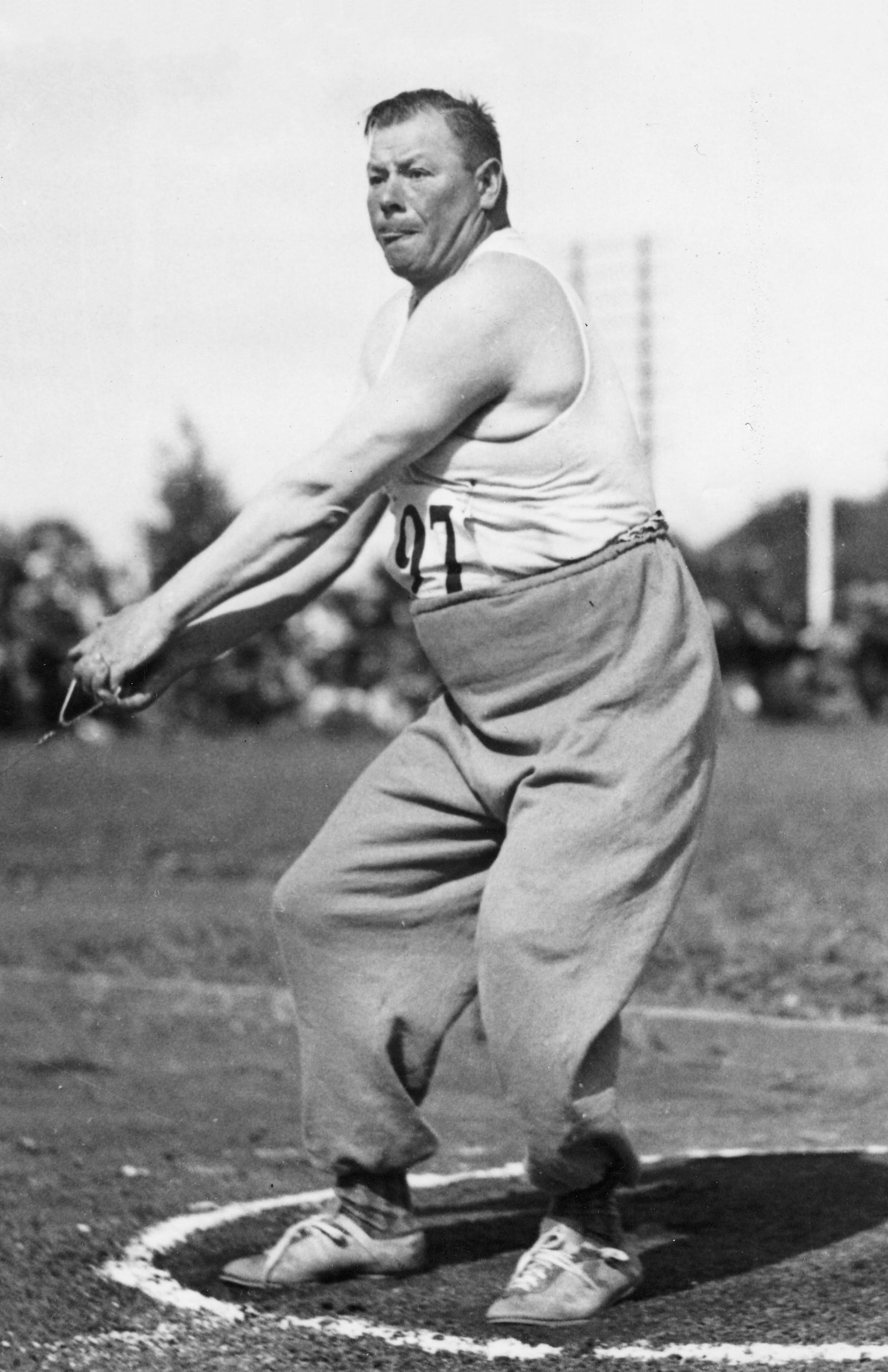
Ossian Skiöld erreichte den vierten Platz

8. September 1934
| Platz | Name              | Nation             | Weite      |
| ----- | ----------------- | ------------------ | ---------- |
| 1     | Ville Pörhölä     | Finnland           | 50,34 m CR |
| 2     | Fernando Vandelli | Königreich Italien | 48,69 m    |
| 3     | Gunnar Jansson    | Schweden           | 47,85 m    |
| 4     | Ossian Skiöld     | Schweden           | 47,42 m    |
| 5     | Sulo Pärni        | Finnland           | 46,83 m    |
| 6     | Armando Poggioli  | Königreich Italien | 46,57 m    |
| 7     | Koit Annamaa      | Estland            | 45,42 m    |
| 8     | Rudolf Seeger     | Deutsches Reich    | 44,52 m    |
| 9     | Petar Goic        | Jugoslawien        | 44,03 m    |
| 10    | Jaroslav Eliás    | Tschechoslowakei   | 41,85 m    |
| 11    | Jaroslav Knotek   | Tschechoslowakei   | 39,58 m    |